# Щепкина, Екатерина Николаевна
Екатери́на Никола́евна Ще́пкина (1854—1938) — русская писательница, историк и педагог.
Е. Н. Щепкина считается одной из первых феминисток в России. В годы первой русской революции она была членом Петербургского отделения Союза Равноправности Женщин, членом Центрального Бюро Союза Равноправности Женщин от Петербурга, а позже — активной участницей Российской Лиги равноправия женщин (СПб), где она возглавляла комиссию по пропаганде.

## Биография
Екатерина Николаевна родилась в 1854 году.
Посещала в Москве Высшие женские курсы Герье, затем была учительницей истории в Саратове и Москве.
В 1880—1882 годах занималась историей под руководством профессора Бестужева-Рюмина.
В 1895—1896 и 1898—1899 она преподавала русскую историю XVIII и XIX веков на санкт-петербургских высших женских курсах, а с 1890 года преподавала историю для рабочих Императорского русского технического общества.
В феврале 1905 года Щепкина стала одной из основательниц Всероссийского союза за равноправие женщин. После того как союз распался в конце русской революции 1906 года она вступила во Всероссийскую лигу за равноправие женщин.
В 1908 году Щепкина выступила с докладом на Всероссийском женском съезде и была одним из десяти кандидатов лиги в Учредительное собрание России после Февральской революции 1917 года.
После Октябрьской революции Щепкина осталась в России и какое-то время работала историком.
Умерла в 1938 году.
В РГАЛИ имеются материалы, относящиеся к Е. Н. Щепкиной.

## Труды
Главные работы Е. Н. Щепкиной:
- «Старинные помещики на службе и дома» (1890);
- «Рассказы из русской истории» для воскресных школ (1894);
- «Краткий очерк русской истории с древних времён до 1881 г.» (1903);
- «Популярная литература в половине XVIII века» («Журнал Министерства Народного Просвещения», 1886);
- «Армия роялистов в России» (1887).

В 1921 году была опубликована её книга по истории женского движения в годы Французской революции (с критическим очерком А. Коллонтай).
В 1925 году Щепкина работала над статьей, посвящённой истории Союза Равноправности Женщин.
Под редакцией Щепкиной вышел перевод книги Казимира Валишевского "Смутное время" (СПб., 1911).
Также вела отдел русской истории в Энциклопедическом словаре Брокгауза-Ефрона и поместила несколько статей в «Большой Энциклопедии» (под редакцией С. Н. Южакова).